# Municipio de West Point (condado de Butler)
El municipio de West Point (en inglés: West Point Township) es un municipio ubicado en el condado de Butler en el estado estadounidense de Iowa. En el año 2010 tenía una población de 1409 habitantes y una densidad poblacional de 15,05 personas por km².

## Geografía
El municipio de West Point se encuentra ubicado en las coordenadas 42°46′28″N 92°50′56″O / 42.77444, -92.84889. Según la Oficina del Censo de los Estados Unidos, el municipio tiene una superficie total de 93.61 km², de la cual 93,61 km² corresponden a tierra firme y (0 %) 0 km² es agua.

## Demografía
Según el censo de 2010, había 1409 personas residiendo en el municipio de West Point. La densidad de población era de 15,05 hab./km². De los 1409 habitantes, el municipio de West Point estaba compuesto por el 99,29 % blancos, el 0,07 % eran asiáticos y el 0,64 % eran de una mezcla de razas. Del total de la población el 0,21 % eran hispanos o latinos de cualquier raza.